# تپه قلعه چروزرد
تپه قلعه کروزرد مربوط به عصر آهن است و در شهرستان چرداول، بخش شیروان، دهستان عرب رودبار، ۱ کیلومتری غرب روستای چم شیر واقع شده و این اثر در تاریخ ۲۷ آبان ۱۳۸۶ با شمارهٔ ثبت ۲۰۲۲۴ به‌عنوان یکی از آثار ملی ایران به ثبت رسیده‌است.